# الأجندة اليهودية الجديدة
الأجندة اليهودية الجديدة هي منظمة يهودية متعددة العضوية نشطت في الولايات المتحدة الأمريكية في الفترة ما بين عامي 1980 و1992، وتتألف من حوالي 50 فرعًا محليًا. وكان شعار منظمة الأجندة اليهودية الجديدة هو "صوت يهودي بين التقدميين وصوت تقدمي بين اليهود".
تؤمن الأجندة اليهودية الجديدة بالديمقراطية التشاركية (الشعبية) وبالمساواة في الحقوق المدنية بين جميع الناس، وخاصة أولئك المهمشين داخل المجتمع اليهودي السائد. أثارت منظمة الأجندة اليهودية الجديدة من حولها الكثير من الجدل بسبب مواقفها الداعمة لحقوق الفلسطينيين والمثليات والمثليين جنسيا من اليهود.

## التاريخ
أقيم المؤتمر التأسيسي لمنظمة الأجندة اليهودية الجديدة في 25 كانون أول (ديسمبر) عام 1980 بحضور ما يزيد عن 1200 شخص يمثلون أعضاء المعابد اليهودية الأرثوذكسية واليهودية المحافظة واليهودية المجددة واليهودية الإصلاحية. أختير هذا التاريخ لإقامة المؤتمر التنظيمي للمنظمة عن قصد لكي يتزامن مع عيد ميلاد المسيح. وخلال المؤتمر التأسيسي تم انتخاب لجنة تنفيذية للمنظمة تألفت من 25 عضوًا. كان العديد من أعضاء المنظمة الأصليين منظمين يهود من أولئك الذين نشطوا في حركات السلام ونزع السلاح، والحريات والحقوق المدنية، وتحرير المرأة، وأولئك الذين ينتقدون السياسات الإسرائيلية.
استخدمت الأجندة اليهودية الجديدة الرموز والتجمعات الثقافية اليهودية على وجه التحديد في تنظيمها، فقامت المنظمة على سبيل المثال بإعادة كتابة وتنقيح الصلوات اليهودية وخدمات العيد المقدس لتعكس الجاليات اليهودية والعلمانية وغيرها من المجتمعات اليهودية غير التقليدية. كما استخدم أعظاء المنظمة الطقوس اليهودية للاحتجاج، فعلى سبيل المثال؛ قام فريق عمل نزع السلاح ببناء "سكة" أو خيمة على الجهة المقابلة من الشارع أمام البيت الأبيض، وهي أكواخ صغيرة يُقيمها اليهود أثناء أسبوع الاحتفال بعيد العرش. وعلى الرغم من أن منظمة الأجندة اليهودية الجديدة تُقدّم نفسها بصراحة كمنظمة يهودية، إلا أنها واجهت في كثير من الأحيان الكثير من الانتقادات والرفض من المجتمع اليهودي.
في 28 تشرين ثان (نوفمبر) من عام 1982 في مؤتمر مندوبي المنظمة الذي أقيم في مدينة نيويورك، وافق 65 ممثلاً منتخبًا لفروع منظمة الأجندة اليهودية الجديدة وأعضاء عموميين من جميع أنحاء الولايات المتحدة على برنامج وطني. تضمن البرنامج بيانًا عامًا للأغراض وبيانات محددة حول 18 مجالًا تهتم بها المنظمة، وكانت العناوين الرئيسية التي تدخل ضمن نطاق اهتمام المنظمة كما يلي:
- حياة الطوائف اليهودية في الولايات المتحدة الأمريكية.
- الالتزام النسوي بالأجندة اليهودية الجديدة.
- المرأة في القوى العاملة والأسرة والحقوق الإنجابية.
- اليهود المثليون والمثليات جنسيًا.
- اليهود المعاقين جسديًا.
- معاداة السامية.
- العنصرية.
- العمل الإيجابي.
- الحريات المدنية.
- الطاقة والبيئة.
- العدالة الاقتصادية.
- الحركة العمالية.
- العلاقات بين إسرائيل ويهود أمريكا الشمالية.
- الحياة الاجتماعية الداخلية في إسرائيل.
- إسرائيل والفلسطينيون والجيران العرب.
- إسرائيل والمجتمع الدولي.
- يهود العالم والمجتمعات اليهودية المهددة (يهود الاتحاد السوفيتي واليهود الإثيوبيون واليهود أرجنتينيون)
- العسكرة وسباق التسلح النووي.

## الحملات
كرست منظمة الأجندة اليهودية الجديدة جهودها للاهتمام بخمس حملات أساسية من خلال فرق العمل الوطنية التي روجت للسلام في الشرق الأوسط، ونزع السلاح النووي في جميع أنحاء العالم، والعدالة الاقتصادية والاجتماعية، والسلام في أمريكا الوسطى، والنسوية اليهودية. فقام كل فريق عمل بالتنسيق على المستويين المحلي والدولي وإقامة أنشطة دعائية كتنظيم الجولات المحلية، ونشر المنشورات، والرسائل الإخبارية، وإقامة المؤتمرات وتجمعات فرق العمل الوطنية. كانت العديد من فرق العمل تتضمن بداخلها في معظم الأحوال مجموعات عمل أكثر تركيزًا.